# Bailleul-lès-Pernes
Bailleul-lès-Pernes is een gemeente in het Franse departement Pas-de-Calais (regio Hauts-de-France) en telt 332 inwoners (2004). De plaats maakt deel uit van het arrondissement Arras.

## Geografie
De oppervlakte van Bailleul-lès-Pernes bedraagt 3,5 km², de bevolkingsdichtheid is 94,9 inwoners per km².
De onderstaande kaart toont de ligging van Bailleul-lès-Pernes met de belangrijkste infrastructuur en aangrenzende gemeenten.

## Demografie
Onderstaande figuur toont het verloop van het inwonertal (bron: INSEE-tellingen).